# Belize (rzeka)
Belize (ang. Belize River, hiszp. Río Belice) – rzeka w Belize. Największa w kraju, liczy 290 kilometrów długości (według innych źródeł 300 km).
Powstaje z połączenia rzek Mopan i Macal na wschód od miasta San Ignacio. Uchodzi do Morza Karaibskiego w mieście Belize City.